# Ruisseau de Lagoutère
Le ruisseau de Lagoutère est une  rivière du sud de la France c'est un affluent du Ciron donc un sous-affluent de la Garonne.

## Géographie
De 10,1 km de longueur, le ruisseau de Lagoutère est une rivière qui prend sa source dans les Landes de Gascogne sur la commune d'Houeillès en Lot-et-Garonne et se jette dans le Ciron en rive droite sur la commune de Sauméjan.

## Départements et communes traversés
- Lot-et-Garonne : Allons, Sauméjan, Houeillès.

## Principal affluent
- Ruisseau Lestaget : 1,5 km